# Karina da Silva Jacob
Karina da Silva Jacob (Rio de Janeiro, 24 maggio 1985) è una cestista brasiliana.

## Carriera
Con il Brasile ha disputato i Campionati americani del 2015.